# Marijan Kulhavi – Foka
Marijan Kulhavi – Foka (Pakrac, 09. studenog 1956. – Pakrac, 29. prosinca 1991.), pukovnik HV-a, bio je zamjenik zapovjednika 76. samostalnog pakračkog bataljuna i jedan od heroja obrane Pakraca. Sudjelovao je gotovo u svim akcijama hrvatskih snaga na pakračkom ratištu gdje se isticao svojom hrabrošću i odlučnošću.

## Život prije rata
Marijan Kulhavi – Foka, sin Hinka i Ilone (r. Szita) rođen je u Pakracu 09. studenog 1956. godine. Bio je državljanin Republike Hrvatske, po narodnosti Hrvat. Živio je u Pakracu u Ulici Grigora Viteza 23, u dijelu grada zvanom Mala Krndija. Odrastao je s mlađim bratom Predragom (1960.) u obiteljskoj kući. Majka se sjeća, da se kao dječak volio igrati s vršnjacima iz susjedstva i graditi kolibe na ledini iza kuće i u obližnjoj šumi. Bio je poslušno, no živo i znatiželjno dijete. U svakom poslu volio je biti prvi i najbolji. Osnovnu školu pohađao je u Pakracu, a u Daruvaru srednju školu, stekavši zvanje automehaničara. Bio je visok i jak čovjek. Igrao je za NK Slavoniju iz Prekopakre na mjestu središnjeg braniča. Volio je sve sportove i svaku vrstu nadmetanja, naročito plivanje i skokove u vodu. Ljetujući jedne godine na Krku, skakao je u more s visoke stijene pa su ga prozvali "Foka". Nakon vojske koju je služio u Benkovcu i Golubiću kod Knina, zaposlio se u autoservisu DIK-a "Papuk", a kasnije je radio u privatnom autoservisu "Rupčić" u Novskoj. Bio je aktivan i u KUD-u "Seljačka sloga" iz Prekopakre i u folklornom društvu DIK "Papuk". Bio je svestran i aktivan u brojnim organizacijama i klubovima; kao član pakračkog planinarskog društva dobro je poznavao Psunj
Marijan se oženio Maricom (r. Rakocija). Sin Marko, rodio im se 1989., a kći Marijana 1992. Nažalost, ona nikad nije vidjela svoga oca. Supruga ga pamti kao izvrsnog supruga i odličnog oca, brižnog, marljivog i poštenog čovjeka koji je radio i po tri posla istovremeno. Supruga ga je ovako opisala. "Marijan je bio moj udisaj i izdisaj, moj razlog za buđenje. Ja sam bila njegov, a on moj poticaj za dalje. Bio je siguran, čvrst i nježan. Imali smo svoje snove, proživjeli i stvorili u tih malo godina ono, što možda neki ne naprave za trideset. Neke želje smo uspjeli ostvariti, a neke ne. Sada ih ostvarujem s našom djecom i osjećam da nas naš "anđeo čuvar" prati i čuva."

## Rat
Marijan je bio aktivan član HDZ-a Pakrac od njegova osnutka 1990. godine. U svibnju 1991. godine postavljao je i čuvao plakate za referendum na kojem su građani odlučivali o izdvajanju Hrvatske iz Jugoslavije. Plakate je trebalo čuvati jer su ih ekstremni pakrački Srbi trgali, nastojeći sabotirati referendum na sve načine. Pomagao je pakračkoj policiji u osiguranju i čuvanju Hrvatskog doma. Bio je veliki domoljub. Jednom je rekao: "Znaš šta, najprije ću obraniti Domovinu, pa ću onda misliti na sve ostalo!"
Marijan Kulhavi – Foka bio je jedan od prvih dragovoljaca Domovinskog rata u Pakracu.
Sa Stjepanom Šircem i ostalim dragovoljcima, od početka 1991. stavio se na raspolaganje pakračkoj policiji. Dogovorili su organiziranje obrane, proučavali su karte, raspravljali o obrambenoj strategiji. Sastanci su se održavali u Prekopakri, često i u Marijanovoj kući. Od 19. kolovoza branio je Pakrac. Na stražama i sličnim aktivnostima sudjelovao je i puno prije tog datuma. On i nekolicina njegovih suboraca, zapravo susjeda iz Prekopakre i Male Krndije, prvi su imali automatsko naoružanje što je u ono vrijeme bila prava rijetkost. Prije nego što su se 19. kolovoza, u kasnim popodnevnim satima, policajci iz Lučkog i Bjelovara probili do Pakraca, on i suborci koje je okupio, svojim su djelovanjem i akcijama pomagali opkoljenim pakračkim policajcima. Naime, Pakrac je tada bio pun neprijateljskih skupina koje su imale funkciju "pete kolone", dok su glavne skupine na policijsku postaju izvodile frontalne napade iz smjera dijela grada Gavrinica pokušavajući ju opkoliti i zauzeti. Između ostalog, on i njegovi suborci uspostavili su otpornu točku na Maloj Krndiji te sa Stjepanom Šircem i policijskom postajom (re)organizirali još neke u Prekopakri; straže su u Prekopakri držane još od svibnja 1991. godine. On i suborci su već prvih dana rata uspješno otjerali neprijatelje s nekih lokacija u Pakracu, iz ulice Pihirov sokak i predjela Petlja. Osim toga, u dogovoru s policijom iz Prekopakre je uzvraćana paljba prema Gavrinici i Pakračkim vinogradima. Automatskim naoružanjem pucalo se s jednog mjesta, a onda se oružje brzo prenosilo na drugo kako bi se stvorio dojam da u Prekopakri ima mnogo oružja. Iako je udaljenost bila velika, uspjeli su rastjerati kolonu napadača koja je napadala od kapelice sv. Vida.
Tijekom rata Marijan se borio na svim pakračkim bojišnicama. Nema ulice i položaja na kojem nije bio. Marijan je jedan od najzaslužnijih ljudi za osnivanje 76. samostalnog bataljuna Pakrac. Sudjelovao je u svim akcijama pakračkih dragovoljaca i predvodio sve akcije 76. bataljuna. Bio je prijatelj s mnogim braniteljima Pakraca i Lipika.
Marijan Kulhavi bio je zamjenik pomoćnika Povjerenika Vlade RH u općini Pakrac za poslove obrane i istovremeno pomoćnik zapovjednika 76. samostalnog bataljuna. Bio je jedan od stupova obrane Pakraca. Krasile su ga rijetko viđena požrtvovnost, poštenje, čast, snaga volje, lukavost, hrabrost i skromnost. Bio je čovjek od riječi. Iako nije bio školovan ratnik, Marijan je brzo postao prekaljeni borac koji je nadmudrivao nadmoćnijeg neprijatelja. Ohrabrivao je podučavao i predvodio hrvatske branitelje te znatno pridonio obrani, a kasnije i oslobađanju okupiranih dijelova Pakraca i okolice. Još za života stekao je status legende. Neuobičajenom ratnom taktikom, gerilskim ratovanjem i velikom hrabrošću, on i njegovi vojnici imali su uspjeha u uništavanju neprijateljskih položaja u Pakračim vinogradima, u dijelu grada Pilana i u selu Kusonje: bestrzajnim topom, minobacačima od 60 mm, protuoklopnim oružjem "zoljama" i "osama", protuzrakoplovnom strojnicom i pješačkim oružjem.
U postrojbi je bio zadužen za koordiniranje borbenih djelovanja s vojnim i policijskim postrojbama na pakračkom ratištu. Osobnim je primjerom kao izuzetan časnik, neprestano bio na terenu i prvoj liniji fronte jer nije mogao zamisliti da neka akcija prođe bez njega. Nije koristio slobodne dane, samo je vrlo rijetko i na kratko "skoknuo" kod supruge i sina u Bjelovar. Jednom prilikom uspio je dovesti novinarsku ekipu sve do Vladikinog dvora. U jednom intervjuu je rekao: "Naša obrana se zasniva na čistoj, goloj egzistenciji. Mi nemamo izbora, mi smo odavde, tu smo se rodili i oni su nas prvi napali. Nek znadu da odavde nećemo otići!"
Zajedno sa zapovjednikom postrojbe Stjepanom Klasnićem u stožeru Operativne grupe Pakrac, u Donjoj Obriježi, svakodnevno je sudjelovao u planiranju obrane Pakraca i Lipika. Taj "posao" je bio krajnje naporan i stresan. Ne štedeći se nimalo, nije se stizao ni naspavati, ni obrijati, pa je uz nadimak "Foka" dobio i nadimak "Brada". Ovaj drugi je koristio kao kodno ime u razgovoru motorolom jer je neprijatelj mogao prisluškivati razgovore pakračkih branitelja. Često su kodna imena zapovjednika satnija, vodova i punktova 76. bataljuna bila "Zmija" uz određeni dvoznamenkasti broj, npr. "Zmija 6-5". Njegov suborac, susjed i prijatelj, Stipe Hodak, zapovjednik 3. satnije 76. bataljuna, sjeća se razgovora s Marijanom, planiranja akcija i razrađivanja taktike dok bi u sitne sate večerali konzerve ribica.
Uživao je veliki autoritet među suborcima: "...Još uvijek čujem onu riječ koju pravi zapovjednik i čovjek mora reći, a to je: "Dečki, za mnom!"... U životu sam imao puno šefova, komandira, zapovjednika, ali tako oštrog, iskrenog, domoljubnog, od naroda i vojnika poštovanog, nisam imao. To može samo moj zapovjednik Marijan Kulhavi – Foka."
Podređeni su ga slušali bez pogovora. Između ostaloga, Marijan nije dozvolio da pravoslavci, odnosno stanovnici srpske narodnosti iz Prekopakre, Male Krndije i dijela grada Praulje koji su ostali u svojim kućama na području pod kontrolom hrvatskih snaga, budu maltretirani ili zlostavljani. Osobno je jednog vojnika radi toga pred ostalima strogo ukorio i upozorio da u takvom ponašanju nema ni trunke ljudske, ni vojničke časti. Nakon uspješne obrane Pakraca u kolovozu, rujnu i listopadu (sudjelovao je npr. u Bitci za Batinjane, u obrani punkta Konstruktor i stare željezničke stanic itd.), Marijan je krajem studenog i tijekom prosinca uspješno vodio svoje suborce u smione borbene akcije: oslobađanje predjela Zukva (24. studenog), izvlačenje civila iz Šokačkih Kusonja (04. prosinca), oslobađanje Dereze (24. prosinca) i oslobađanje Kusonja (25. prosinca). Vodio je i akcije za oslobađanje Pakračkih vinograda, Gavrinice i Šeovice (26., 27. i 28. prosinca). Kad je trebalo, znali su više puta pomoći i obrani Lipika. Gdje god je došao Foka sa svojim dečkima, nastajala je radost i ushićenje branitelja. O svim događanjima vezanim uz Foku mogla bi se napisati posebna knjiga. U ofenzivi HV-a krajem prosinca 1991. kada je oslobođen sjeverni dio zapadne Slavonije, Foka i njegovi dečki iz 3. satnije prvi su ušli u Kusonje iz dva pravca: jedni su išli koritom Pakre, a drugi preko Šokačkih Kusonja. Spojili su se na mostu u centru sela. Zatim su stigle ostale postrojbe Hrvatske vojske.

## Okolnosti pogibije
Nakon početnog uspjeha hrvatskih snaga u akciji "Alfa" koje su se probile u Šeovicu, 27. prosinca iz pravca Pakračkih vinograda, a 28. prosinca i iz pravca Pakraca, neprijatelj je dobio pojačanje iz Srbije, i 28. ujutro poduzeo kontranapad iz Kraguja. Naše snage su se morale, zbog nezaštićenog lijevog boka i značajnih gubitaka, vratiti na položaje u grad. U Šeovicu, Japagu i Gavrinicu ponovo je ušao neprijatelj. Foka, Hudorović i Mišo Komadina zadnji su izašli iz Šeovice. Foka je odmah počeo skupljati vojnike za novu akciju. U zapovjedništvu u Donjoj Obriježi je navečer dogovorena nova akcija za sljedeći dan.
Namjeravalo se osloboditi Pakračke vinograde radi njihovog strateškog položaja. S njih se moglo nadzirati selo Kraguj, a njihov povoljan položaj omogućio bi nastavak operacije oslobađanja teritorija. U noći s 28. na 29. prosinac, iz Bjelovara dolaze na pakračko ratište svježe snage: diverzantska satnija i 55. bataljun. Prespavali su u Donjoj Obriježi. Foka ih je odande 29. rano ujutro, doveo u Pakrac do dijela grada Praulja. Tamo ih pred kućom Vinka Lotera u Ulici ZNG-a, preuzima Zdenko Hudorović, zapovjednik desetine na Praulji: "...u 06,30 izašao sam iz susjedovog dvorišta i ugledao dosta vojske, ali nepoznatih lica. S njima je bio Foka. Tražili su mene. Sve su to bili jaki, visoki, smrknuti, mladi i odvažni dečki iz Bjelovara. Pseudonim im je bio Panda 1, 2, 3. Foka me zagrlio, skinuo s vrata svoj dvogled, iz džepa izvadio motorolu, namjestio na 15-ti kanal i rekao: "Zdena, od sada si kapa i to će ti biti nadimak". Samo sam ga slušao a onda sam pitao: "Samo mi reci kuda trebam ići?" Opet me zagrlio i pokazao na vrh brda Pakračkih vinograda i rekao: "Povedi ove ljude gore i rasporedi po položajima u grupama. Kada to završiš vrati se nazad i dođi po sljedeće zapovjedi."
Hudorović je u akciju poveo suborce, Ivu Ljevakovića i Stanislava Jurčaka, domaće dečke. Njih trojica bili su vodiči diverzantskoj satniji koja je brojila 80-ak ljudi. Odmah su ih poveli u izvršavanje zapovijedi. Krenuli su pješice pravcem: Praulja - stara željeznička stanica - Pakra - stari mlin - požeška cesta - crkvica sv. Roka - vrh Pakračkih vinograda. Do crkvice su došli bez problema. Tu su prema planu postavili hrvatski stijeg kojeg je Foka na Praulji predao Kapi. Neopaženo su prošli kraj neprijateljskih rovova lijevo iznad crkvice i krenuli dalje prema vrhu (kota 316). Kotu su zaposjeli oko 07,30 ostvarivši zadanu zapovijed. "Sve je prošlo u najboljem redu do crkvice... Jedan od zapovjednika Panda, s brkovima i širokim ožiljkom na licu, počeo je ostavljati po jednog ili dva vojnika svakih 50-60 metara. Vidio sam po licima da im nije bilo pravo, ali se nisu bunili. Osjećao se užasan strah među ljudima."
Na prvog neprijateljskog vojnika naišli su pred samim vrhom Vinograda, na mjestu gdje se izlazi iz šume. Tada je počela bitka. na njih je otvorena paljba iz smjera šume, lijevo od njih. I 2. vod diverzantske satnije također je imao razmjenu vatre. "Neprijatelj je bio ukopan u samom lijevom špicu šume i ispod njega... Cijelo vrijeme samo bio u vezi s Fokom... Rekao mi je da držim položaj do 13,00, a tada će on doći s ljudima i učvrstiti položaje. U tom metežu i pucnjavi jedan Bjelovarac je ranjen. Nosili su ga dolje Stanislav Jurčak i nekoliko Bjelovaraca. Intenzitet borbi bio je čas jači, čas slabiji."
Kada je razmjestio postrojbu, Hudorović se htio vratiti dolje na cestu kod Foke, kako mu je i zapovjedio, no Bjelovarčani ga nisu pustili jer je on jedini znao putove. Na kraju su ostali i Hudorović i Ivo Ljevaković.
U međuvremenu, neprijateljske jedinice su se pregrupirale i otvorile vatru na diverzantsku satniju. Na nju je otvarana vatra iz pravca šume, ali i iz pravca Kraguja iz kojega je neprijatelju došla pomoć. Branitelji su nabrojali desetak neprijateljskih kamiona koji su cestom dovozili vojnike u šumu koja se nastavljala lijevo od njih. Međutim, naše pojačanje je kasnilo.
U međuvremenu, Hudorović je vidio kako se neprijateljski vojnici, nakon što im je došlo pojačanje, spuštaju iz šume do nekih kuća na kraju Ulice sv. Roka i zaposjedaju dodatne položaje. U 14,00 je s požeške ceste (Gundulićeva ulica) krenuo 55. bataljun predvođen Fokom. Vezom je potvrđeno da su krenuli u 14,00. "Oko 08,00 smo preko radio veze dobili glas da stiže i ostatak naših ljudi i da nam je zadaća da dočekamo 10,00 kada će nam se pridružiti brojnija formacija 55. samostalnog bataljuna... Oko 11,00 naš se zapovjednik radio vezom raspitao o razlozima kašnjenja... Oko 14,00... uspjeli smo zaključiti: naši stižu!"
Foka je odlučio osobno voditi prethodnicu sa 6 izviđača, jer je kao Pakračanin i planinar dobro poznavao te staze. ostatak postrojbe, otprilike 200 ljudi, išao je oko 100 metara iz njih. Diverzantska satnija na vrhu više je puta javila u centar veze, kodnog imena "tata Tigar" da javi 55. bataljunu i Foki, koji je krenuo, da budu oprezni jer će naletjeti na neprijatelja. I Hudorović je bio na vezi s Fokom: "Tada sam između 14,00 i 15,00 primijetio da dolazi moj zapovjednik Foka i više ljudi. Uspostavili smo vezu i stalno sam mu govorio da se čuva lijeve strane šume odakle neprijatelj tuče. U tom trenu ja sam se nalazi na samom vrhu Vinograda gdje je poslije bila unproforska osmatračnica. Krečući se prema nama, Foka je s ljudima uzvraćao vatru, a mi smo uzvraćali s boka."
Predvodeći 55. bataljun, Foka se kretao istim putem kojim je ujutro prošla protudiverzantska satnija, namjeravajući se spojiti s njom. Na pola puta između vrha i crkvice, Foku i njegove izvidnike, neprijateljski su vojnici dočekali, pripremivši im zasjedu. Hudorović i Ljevaković, udaljeni tristotinjak metara zračne udaljenosti, su im pokušali pomoći, ali bili su zaustavljeni kišom metaka. "Odjednom je sve utihnulo. Neprijatelj se umirio i pustio ih da priđu njihovom položaju, a onda se desilo ono što će ostati urezano u srce i dušu svakog sudionika te akcije. Marijan je bio ranjen i zvao u pomoć preko motorole. Ivo Ljevaković kaže: "Zdena, ajde idemo!" i krene 4-5 koraka u jednom pravcu, a ja u drugom. Nekoliko Bjelovarčana je to gledalo iza zida Bažantove vikendice. Izvukla nas je samo konfiguracija zemljišta. Po obadvojici su tukli kao da ne misle stati. Čekali smo tako u međama visine 30 - 40 cm da prestanu pucati. Ivo promijeni položaj 10 metara dalje, a oni kao da su ga čekali (i jesu čekali) opet počinju pucati. Tada se spustio sumrak."
Na tom mjestu su izginuli svi osim Davora Žignjara, koji se ranjen izvukao iz neprijateljskog obruča. Kako su se nalazili na otvorenom, bez zaklona, bili su laka meta: "Ni jedan od njih nije poginuo na mjestu. Umirali su u mukama, od višestruko zadobivenih rana, od metaka i krhotina prtuoklopnih projektila."
Marijan je bio ranjen u potkoljenicu; ranu je podvezao i uspio se skloniti iza nekih naslaganih drva. Držao se neko vrijeme i zvao pomoć preko svih radio veza. Neprijatelji su ga okružili. Jedan branitelj koji je pokušao pomoći, odmah je poginuo. Marijan je ponovo zvao u pomoć da je ranjen i da ga se dođe izvući. Znajući da će ga neprijatelj uskoro ubiti, a vjerojatno i masakrirati, počinio je ubojstvo iz očevog pištolja. I ranije je govorio da će se radije ubiti nego živ neprijatelju pasti u ruke. U svojoj Bereti imao je jedan metak za sebe. Marijan je zapovjedniku 76. bataljuna, Stjepanu Klasniću, ranije jednom prilikom rekao kako osjeća da rat neće preživjeti.
Do mraka se 55. bataljun, koji je bio u Ulici sv. Roka, vratio na požešku cestu. Kasnije se i diverzantska satnija, koja je cijeli dan bila na vrhu brda, vratila na požešku cestu. Njih je Hudorović drugim putem vratio u grad: "S nama je tada ostalo 20-ak Bjelovarčana... spustili smo se niz Vinograde do izvora Markovac i zatim do potoka na kraju ulice Kalvarija i izašli na požešku cestu. Kada sam vidio prizor na prometnici bio sam ljut i vikao... Na cesti je bilo vojske od potoka do Švabinog brijega, puna cesta. Tada sam Ivi Ljevakoviću rekao neka ih miče s ceste jer će mnogi izginuti. Odveo ih je na Praulju... Svi ljudi koji su tada bili sa mnom sretno su se vratili..."

## Nakon smrti
Toga dana završavaju sve oslobodilačke akcije hrvatskih snaga na pakračkom području sve do VRA "Bljesak" 01. svibnja 1995. Izvođenje daljnjih oslobodilačkih akcija hrvatskih snaga prekinulo je Sarajevsko primirje koje je stupilo na snagu 03. siječnja 1992. godine.
Tijela šestorice mrtvih branitelja predana su Hrvatskoj vojsci u siječnju 1992. godine. Major JNA koji je vodio razmjenu u trenutku predaje Marijanovog tijela, rekao je časniku HV-a kako bi svaka vojska na svijetu htjela imati u svojim redovima takvog vojnika.
Posmrtno je odlikovan Spomenicom Domovinskog rata, Redom Petra Zrinskog i Frana Krste Frankopana. Odlukom Ministarstva obrane Republike Hrvatske, Marijan Kulhavi promaknut je u bojnika, a kasnije pukovnika Hrvatske vojske.

## Također pogledajte
- Bitka za Pakrac
- Napad na Pakrac
- Pokolj u Kusonjama 8. rujna 1991.
- Evakuacija bolnice u Pakracu
- Bitka za Batinjane
- Oslobađanje Lipika
- Operacija Alfa
- Stjepan Širac
- Ibrahim Abushaala – "Gadafi"